# Федько Гусак
Федько Гусак (*д/н —після 1694) — український політичний та військовий діяч, кошовий отаман Війська Запорозького у 1689—1690 роках.

## Життєпис
Про дату і місце народження немає відомостей. В джерелах відомий зазвичай як Федько (або Хведько). Був відомим на Січі очільником різних ватаг. Наприкінці 1689 року обирається кошовим отаманом. На чолі загонів ходив на татарські улуси, але без великих успіхів. У травні 1690 року від час заворушень на Січі змушений був зректися влади.
Після цього деякий час перебував на Лівобережній Україні. Згодом долучився до гетьмана Петра Іваненка (відомого як Петрик) та кримських татар. У січні 1693 року прибув на Січ з метою перетягнути запорожців на бік Петрика. Внаслідок його дій було скинуто з уряду кошового Василя Кузьменка, але через декілька днів відновлено, а Федько вимушений був залишити Запоріжжя.
Згодом відійшов від Петрика. У 1693 році здійснив невдалий напад на татарські поселення поблизу Перекопу. У 1694 році діяв з більшим успіхом. Про подальшу долю немає відомостей.